# Hermann Bobe
Friedrich Hermann Bobe (* 9. Juli 1860 in Dresden; † 21. April 1925) war ein deutscher Steingutarbeiter und Konsumgenossenschaftler.
Bobe war Mitbegründer und Geschäftsführer des Konsumvereins Dresden-Pieschen, eine der Vorgängergenossenschaften der seit 1990 bestehenden Genossenschaft Konsum Dresden. Nach dem Tod des Direktors des Verbands sächsischer Konsumvereine Max Radestock im Januar 1913 wählte die Verbandsversammlung Wilhelm Barthel, Geschäftsführer des Konsumvereins Dresden-Löbtau, zu ihrem Vorsitzenden und Bobe zu dessen Stellvertreter.
Der Verband sächsischer Konsumvereine wählte ihn später auf einen Posten im Ausschuss des Zentralverbandes deutscher Konsumvereine. Nach seiner schweren Erkrankung wählte der sächsische Verband im Jahr 1923 seinen Direktor Friedemann Seltmann zu Bobes Nachfolger als Mitglied des Ausschusses des Zentralverbands.
Nach Hermann Bobe ist im Dresdner Stadtteil Kaditz die Bobestraße benannt. Die angrenzende Dungerstraße war bis 1935 als Radestockstraße nach dem Pieschener Konsumgenossenschaftler Max Radestock benannt.
Ob Bobe identisch ist mit dem Friedrich Hermann Bobe, der sich im sächsischen Arbeitersport betätigte und mehrere Arbeiterlieder dichtete, konnte nicht abschließend geklärt werden.